# Wuchowsen
Wuchowsen (Wajosen, Wocawson, Wuchowsin, Wudjausen, Wochowsen, Wotjou'san, Wad-zoo-sen, Wutcau's'n, Wu'cho'sen, Wju'sn, Wiju'sin; Wind Bird, Wind Eagle,) Wuchowsen je gigantski besmrtni ptičji duh kod plemena Abnaki, Penobscot, Maliseet, Passamaquoddy i Mi'kmaq čija krila stvaraju vjetar. Iako je Wuchowsen čudovišne veličine i vjetrovi koje stvara mogu biti smrtonosni, u legendama kod Wabanaka on se ne tretira kao čudovište, već kao prirodna sila svijeta koju treba poštovati. U većini legendi ili Glooskap ili smrtni heroj pokušavaju spriječiti lepet Wuchowsenovih krila, samo da bi otkrili da svijet ne može preživjeti bez vjetra; Wuchowsen je vraćen na vlast, ali je ili nagovoren da ublaži vjetar koji stvara ili je prisiljen na to tako što mu je jedno od krila vezano ili slomljeno.